# Technische Universität Qingdao

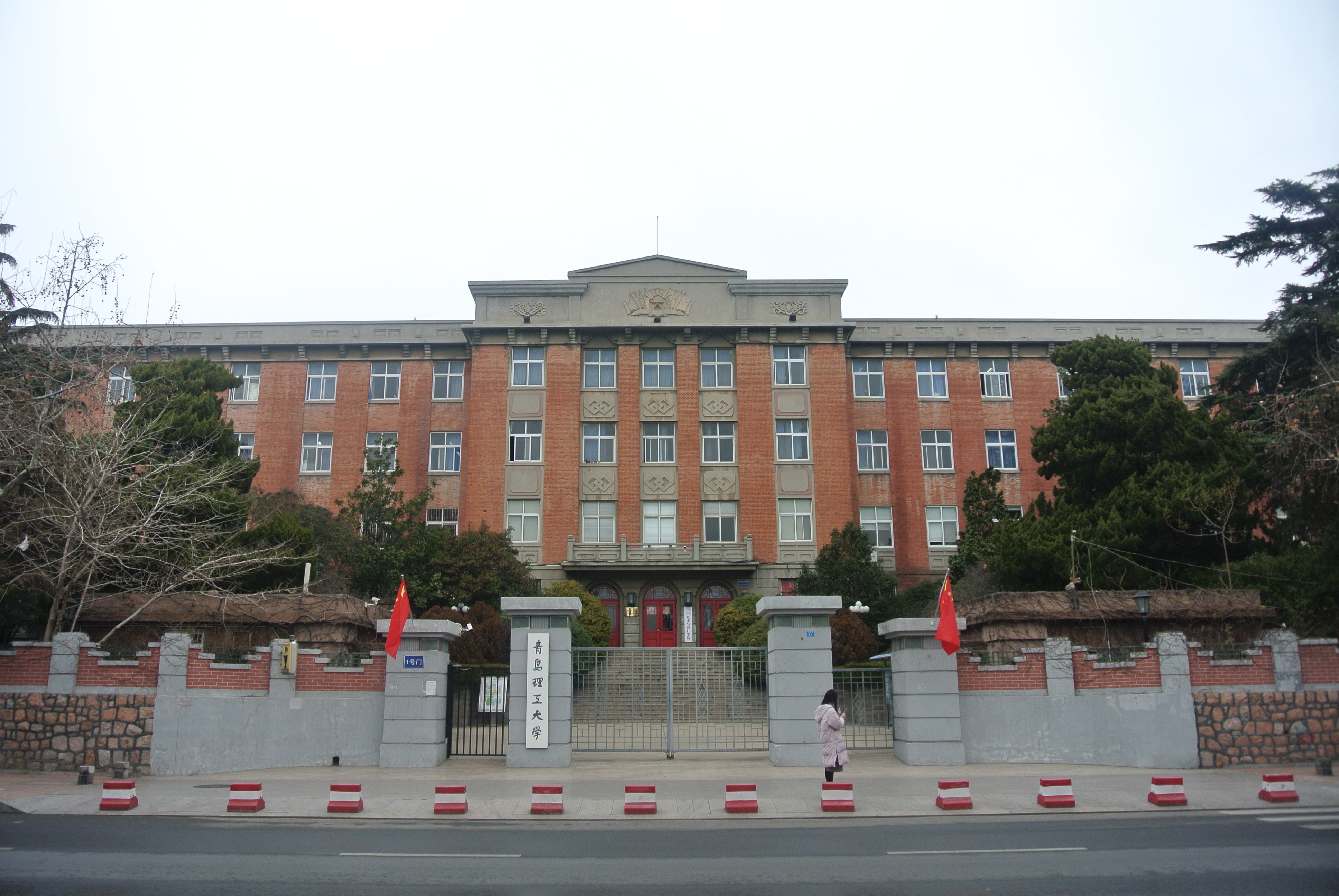
Technische Universität Qingdao

Die Technische Universität Qingdao (in chinesischen Kurzzeichen: 青岛理工大学; Pinyin: Qīngdǎo Lǐgōng Daxue) ist eine Universität in Qingdao, Shandong, China. Sie geht auf das 1953 gegründete Qingdao Institut für Architektur und Ingenieurwesen zurück. 2004 erhielt sie ihren derzeitigen Namen und den Universitätsstatus.
Die Hochschule bietet unter anderem Programme in Bauingenieurwesen, Maschinenbau und Umwelttechnik an. In Richtung Deutschland unterhält sie eine Partnerschaft mit der Universität Karlsruhe.